# Jardim do Torel
De Jardim do Torel is een tuin aan de Rua Júlio de Andrade in de Portugese hoofdstad Lissabon.
De tuin is gelegen op een heuvel met uitzicht op de Avenida da Liberdade. De tuin heeft drie ingangen, waarvan de belangrijkste ligt aan de Rua de Júlio de Andrade, vlak bij de Elevador do Lavra. De naam is hoogstwaarschijnlijk afgeleid van een Nederlandse familie die op deze plaats heeft gewoond. In 1927 werd de grond verkocht aan de staat en werd de tuin overgedragen aan de gemeenteraad van Lissabon. 
Vanaf het uitzichtpunt kijkt men uit over de wijk Baixa Pombalina en de rivier de Taag te zien. In het park liggen verschillende kleine meertjes. Ook staat er een standbeeld van de Portugese pianist, componist en dirigent Vianna da Motta. Sinds 2014 wordt de tuin ook gebruikt als stadsstrand. 